# Llagostí
|  | Per a altres significats, vegeu «Llagostí (desambiguació)». |

Penaeus kerathurus, de nom comú llagostí és una espècie de crustaci decàpode de la família dels penèids i, fins fa poc situat dins del gènere Melicertus. Té un aspecte semblant a una gamba. És l'espècie pròpia del litoral català i és d'un color gris vaire característic.

## Hàbitat i comportament
El llagostí fins no fa gaire era força comú en la desembocadura dels nostres rius, en aigües somes, litorals o salobroses, riques en matèria orgànica.
És d'hàbits nocturns i viu la major part del dia enterrat a la sorra; pot respirar a través d'un canal que formen el rostre, les antenes i les escafocerites. Les seves preses són cucs i altres petits invertebrats que pot caçar.
La maduresa sexual arriba entre el juny i el juliol, i les femelles poden pondre prop d'un milió d'ous, dels quals ixen larves naupli poques hores després de la posta. Al cap de vora 20 dies, les naupli ja fan engir 6 cm i se'n van cap al fons.

## Impacte ambiental
D'anys ençà, el cultiu de llagostins dona molt bons resultats. Al litoral mediterrani, tant oriental com occidental se'n cultiven. Al Japó s'ha anat desenvolupant a partir dels anys 1930 del segle xx. L'espècie importada Penaeus japonicus es troba molt sovint en els nostres mercats. Gran nombre de països amb costes tropicals acaben dedicant-hi superfícies per al cultiu de diferents espècies de llagostins. Això provoca grans impactes per causa de la desaparició d'ecosistemes litorals, contaminació de sòls, aigües, privatització de costes...